# Nelson (Wisconsin)
Nelson es una villa ubicada en el condado de Buffalo en el estado estadounidense de Wisconsin. En el Censo de 2010 tenía una población de 374 habitantes y una densidad poblacional de 100,28 personas por km².

## Geografía
Nelson se encuentra ubicada en las coordenadas 44°25′11″N 91°59′50″O / 44.41972, -91.99722. Según la Oficina del Censo de los Estados Unidos, Nelson tiene una superficie total de 3.73 km², de la cual 3.45 km² corresponden a tierra firme y (7.57%) 0.28 km² es agua.

## Demografía
Según el censo de 2010, había 374 personas residiendo en Nelson. La densidad de población era de 100,28 hab./km². De los 374 habitantes, Nelson estaba compuesto por el 98.66% blancos, el 0% eran afroamericanos, el 0% eran amerindios, el 0% eran asiáticos, el 0% eran isleños del Pacífico, el 0% eran de otras razas y el 1.34% pertenecían a dos o más razas. Del total de la población el 1.34% eran hispanos o latinos de cualquier raza.